# Ctenomys pundti
El tuco-tuco serrano o tuco-tuco de Pundt (Ctenomys pundti) es un roedor perteneciente a la familia Ctenomyidae. Es endémico del sur de las provincias de Córdoba y San Luis, en la zona central de Argentina. El nombre de la especie proviene del terrateniente y coleccionista argentino Moritz Pundt. Existen muy pocos ejemplares de esta especie y su existencia se encuentra amenazada, ya que su hábitat está en constante transformación en beneficio de la agricultura.

## Descubrimiento
La especie fue descubierta en el año 1900 por el zoólogo y paleontólogo alemán Alfred Nehring y reconocida oficialmente en 1920.

## Descripción
Estos roedores se caracterizan por ser robustos y de pequeño tamaño. Viven en cuevas hechas en el suelo y se caracterizan por dejar pequeñas acumulaciones de tierra en las entradas de sus guaridas.